# Nagareyama
Nagareyama è una città giapponese della prefettura di Chiba.